# Aluk Avalleq
Aluk Avalleq är en ö i Grönland (Kungariket Danmark).   Den ligger i kommunen Kujalleq, i den södra delen av Grönland, 700 km sydost om huvudstaden Nuuk.